# دی پارتای

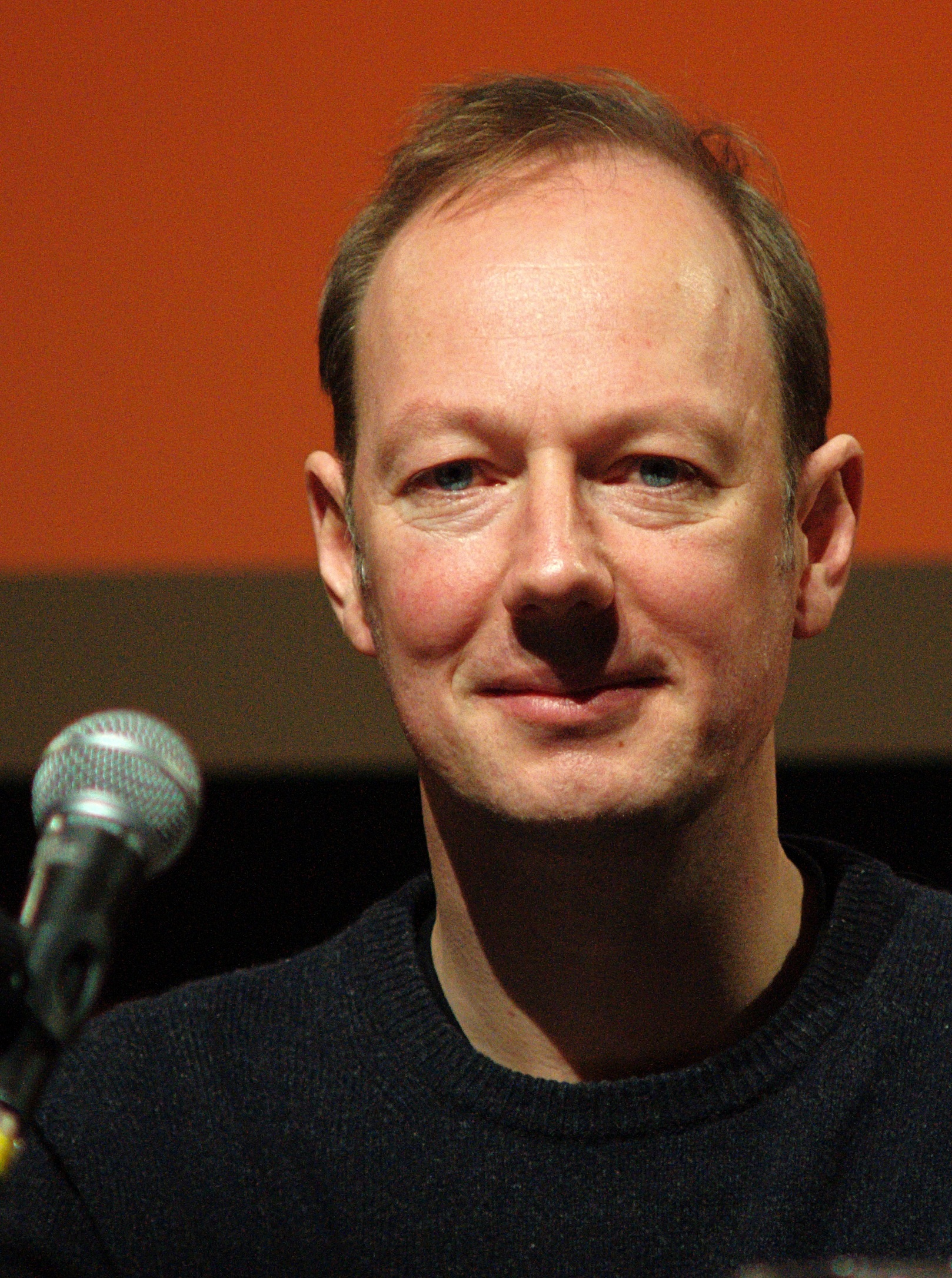
مارتین سونبورن، رهبر حزب دی پارتای

حزب کار، حاکمیت قانون، حمایت از حیوانات، ارتقاء نخبگان و ابتکار عمل مردمی (آلمانی: Die Partei für Arbeit, Rechtsstaat, Tierschutz, Elitenförderung und basisdemokratische Initiative) یا به صورت مخفف دی پارتای (آلمانی: Die PARTEI) یک حزب سیاسی در آلمان است. دی پارتای (Die PARTEI) در آلمانی به معنای حزب است.
این حزب در سال ۲۰۰۴ توسط سردبیران مجله طنز تایتانیک آلمان تاسیس شد. 
رهبری این حزب بر عهده مارتین سونبورن است که توانستند در انتخابات پارلمان اروپا سال ۲۰۱۴ یک کرسی به دست آورند. راه یافتن دی‌پارتای اولین حزب طنز و هجوی بود که به اتحادیه اروپا راه پیدا می‌کرد. آنها توانستند در انتخابات سال ۲۰۱۹ کرسی‌های خود را به دو کرسی افزایش دهند.

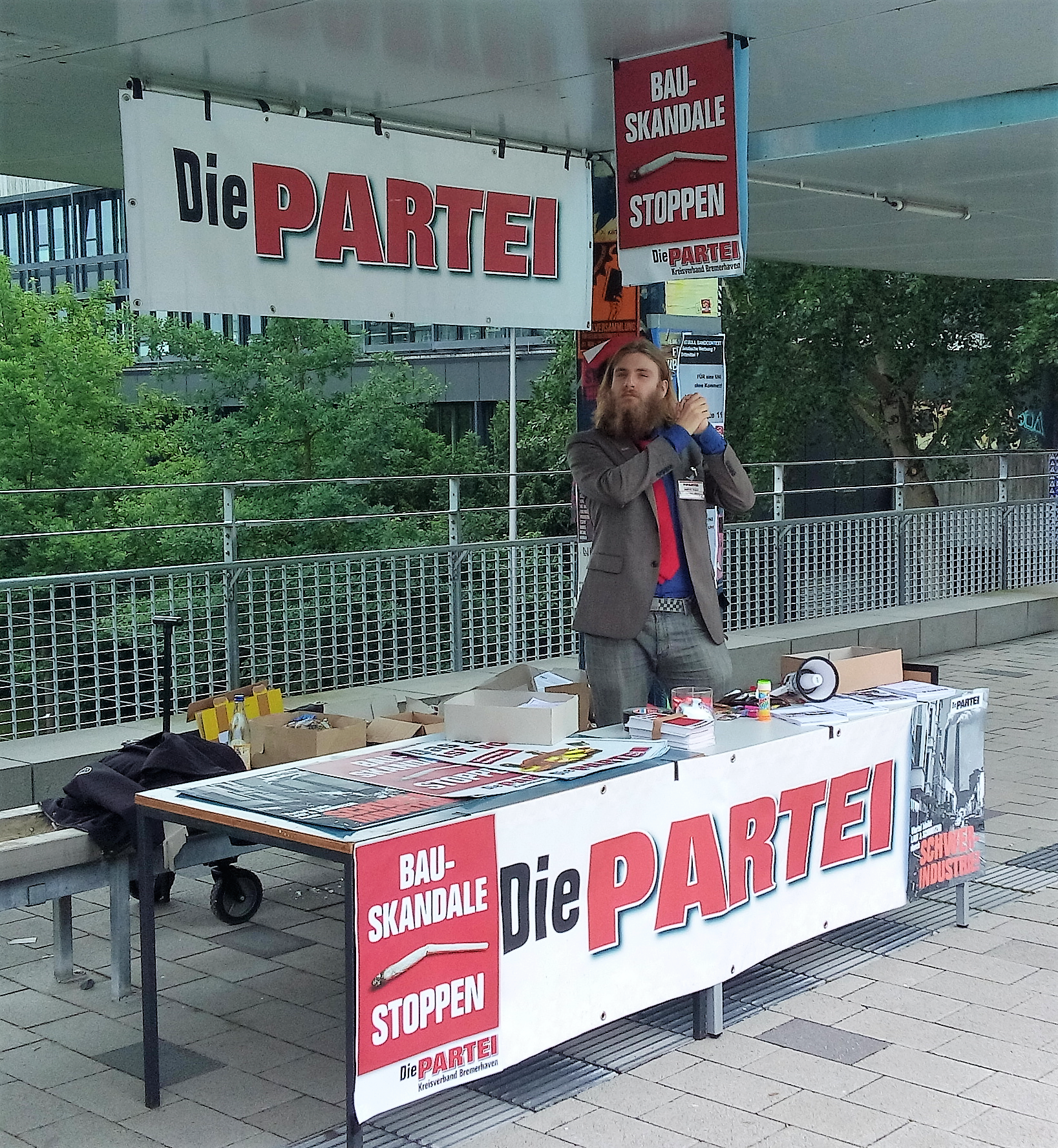
کمپین اتحادیه دانشجویان در دانشگاه برمن در سال ۲۰۱۶

## همچنین ببینید
- لیست احزاب سیاسی در آلمان
- فهرست احزاب سیاسی استهزاگر

## لینک های خارجی
- وب سایت رسمی (به آلمانی)
- titanic-magazin.de (به آلمانی)